# はままつ映画祭
はままつ映画祭（はままつえいがさい）は、静岡県浜松市で開催される映画祭。

## 歴史
浜松市出身の映画監督・木下恵介を記念して、2002年から毎年開催されている。第6回までは木下恵介記念はままつ映画祭という名称であった。第8回以降は「はままつ映画祭実行委員会」を立ち上げて運営を行っている。2011年と2012年はシネマイーラのみを会場として開催された。2012年までの映画祭では、国内外の長編映画の上映や、製作者・出演者の舞台挨拶やトークショー等が行われた。
2014年には内容を一新し、自主製作の短編映画を上映する映画祭に生まれ変わって開催された。

## 開催履歴
| 回数   | 開催期間                                                    | 会場 |
| ------ | ----------------------------------------------------------- | --- |
| 第1回  | 2002年10月13日・14日、 10月18日-20日                        | 静岡文化芸術大学大講堂、フォルテホール 浜松市文化コミュニティセンター（クリエート浜松） ヴァージンシネマズ浜松（現：TOHOシネマズ浜松）  |
| 第2回  | 2003年8月30日（プレイベント） 9月13日-15日・17日・19日-21日 | ヴァージンシネマズ浜松、フォルテホール クリエート浜松、アクトシティ浜松                                                                 |
| 第3回  | 2004年8月28日（プレイベント） 9月25日-10月3日               | TOHOシネマズ浜松、フォルテホール、アクトシティ浜松 浜松科学館プラネタリウム、浜松市地域情報センター                                     |
| 第4回  | 2005年9月3日、10月2日、 10月7日-10日                        | アクトシティ浜松、クリエート浜松、浜松東映、K-MIX1階「space-K」、TOHOシネマズ浜松                                                       |
| 第5回  | 2006年9月15日-24日                                          | アクトシティ浜松、クリエート浜松、 TOHOシネマズ浜松、浜松東映、なゆた・浜北ホール                                                       |
| 第6回  | 2007年10月6日-14日                                          | アクトシティ浜松、TOHOシネマズ浜松、浜松東映、 浜松市教育文化会館はまホール、木下恵介記念館、旧浜松銀行協会講堂、静岡文化芸術大学大講堂 |
| 第7回  | 2008年11月21日-24日                                         | 松菱劇場、TOHOシネマズ浜松、 |
| 第8回  | 2009年10月24日-25日、 10月30日-11月3日                      | アクトシティ浜松、シネマイーラ、TOHOシネマズ浜松、 浜松市浜北文化センター、浜松科学館                                                   |
| 第9回  | 2010年10月30日-11月7日                                      | アクトシティ浜松、シネマイーラ、TOHOシネマズ浜松、 浜松市福祉交流センター、かじまちヤマハホール                                         |
| 第10回 | 2011年11月19日-27日                                         | シネマイーラ |
| 第11回 | 2012年11月17日-25日                                         | シネマイーラ |
| 第12回 | 2014年11月29日-30日                                         | 木下惠介記念館、鴨江アートセンター |
| 第13回 | 2015年11月21日・22日                                        | 木下惠介記念館、鴨江アートセンター、シネマイーラ                                                                                        |
| 第14回 | 2016年11月12日・13日・19日                                  | 木下惠介記念館、鴨江アートセンター、シネマイーラ                                                                                        |
| 第15回 | 2017年11月11日・12日                                        | 木下惠介記念館、鴨江アートセンター |

- 第1回と第6回の会場に使用された静岡文化芸術大学
- 第1回から第3回までの会場に使用された複合施設「フォルテ」
- 第1回から第9回までの会場だったTOHOシネマズ浜松（ザザシティ浜松西館内）
- 第2回から第9回までの会場となったアクトシティ浜松
- 第3回と第8回の会場のひとつだった浜松科学館
- 第8回の会場のひとつだった浜北文化センター
- 第8回以降に使用されているシネマイーラ